# Мениджмънт в образованието (списание)
Мениджмънт в образованието (на английски: Management in Education) е издавано на тримесечие рецензирано академично списание, което покрива теми засягащи управлението в областта на образованието. Главният редактор на списанието е Линда Хаммърсли-Флечър (Манчестърски метрополитън университет). Списанието започва да се издава през 1987 и се публикува от SAGE Publications от името на Британското общество за ръководство, мениджмънт и администрация в образованието.